# Église Saint-Pierre de Saint-Pol-de-Léon
Pour les articles homonymes, voir Église Saint-Pierre.
L'église Saint-Pierre est une église catholique située à Saint-Pol-de-Léon, en France,.

## Localisation
L'église est située dans le département français du Finistère, sur la commune de Saint-Pol-de-Léon, rue du Port.

## Historique
L'édifice est inscrit au titre des monuments historiques en 1997.
Elle fut construite à la fin du XIVe siècle et à la première moitié du XVe siècle (chœur, mur sud de la nef). La façade et le clocher sont reconstruits en 1772 dans le style baroque par Nicolas Saffray, entrepreneur des travaux du Roi. Le collatéral nord, ainsi que la façade occidentale, furent refaits au XVIIe siècle. La charpente et la couverture ont été refaites en 1875-1876. Jadis en forme de croix, l'église a perdu ses deux ailes, et la nef en est désormais la partie la plus ancienne (XVe siècle). En 1533, l'église était devenue le siège de la confrérie des Trépassés. Elle a servi de lieu de prière à la maison de retraite des prêtres du diocèse.

## Description

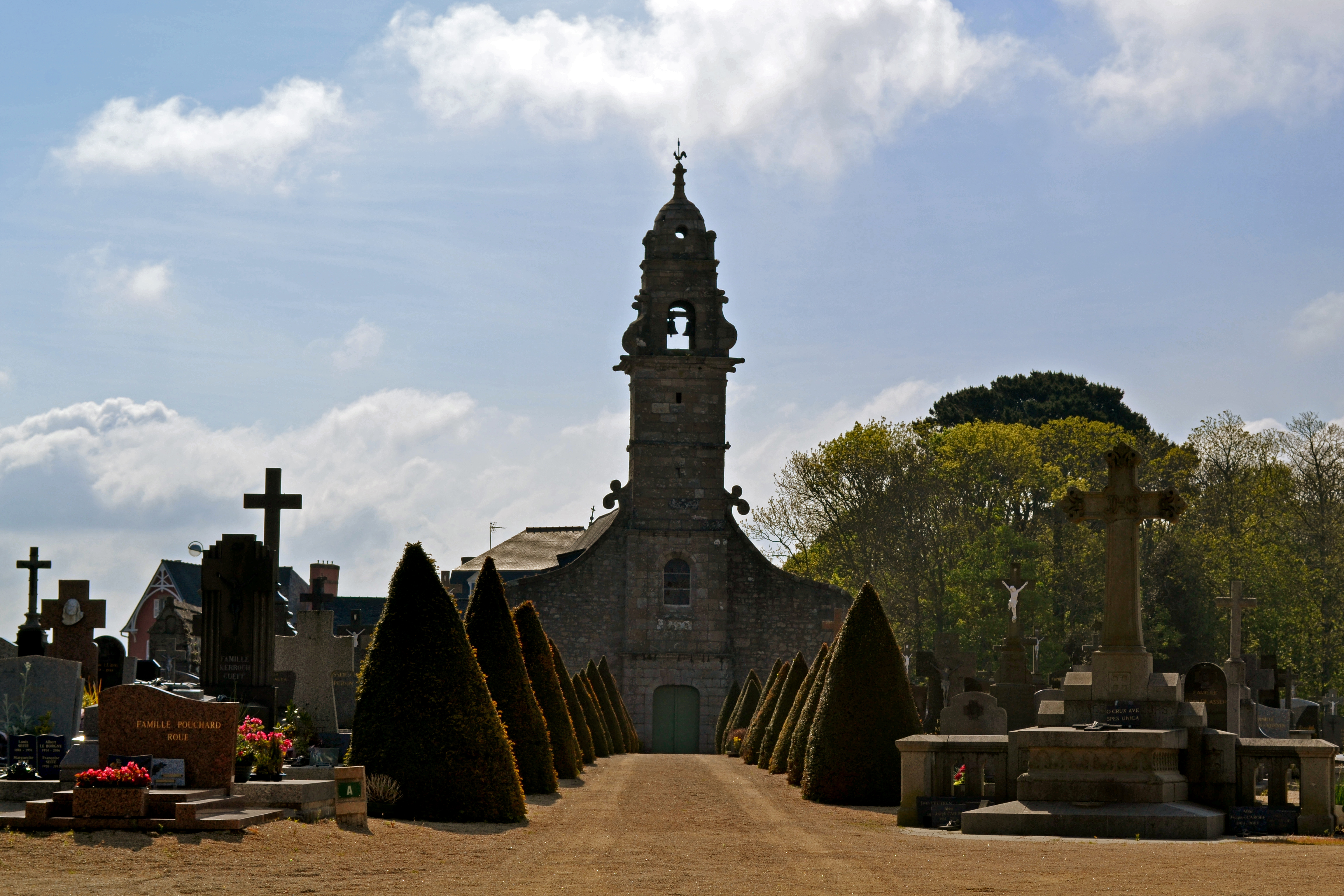
Entrée du cimetière

La tour, coiffée d'un dôme en forme de cloche, date du XVIIIe siècle et la nef du XVe siècle. Les piliers sont du même genre que ceux de la chapelle du Kreisker : les arcs ont le même profil à cinq pans. Comme dans beaucoup d'églises bretonnes de la même époque, une seule toiture, descendant très bas, recouvre la nef de huit travées avec bas-côtés. L'église ne prend jour que par les fenêtres des bas côtés et celles de l'abside toutes à remplages rayonnants. Une des fenêtres de l'abside s'amortit en accolade aiguë comme une des fenêtres de la façade sud du Kreisker. Un vaste porche latéral s'ouvre du côté sud-ouest. Deux vitres appartiennent au marquis de Coëtanscour. Une baie est bouchée en 1901, les meneaux sont apparents. Les vitraux ont été exécutés par Le Bihan en 1974. 
À l'intérieur, plusieurs enfeus funéraires se juxtaposent, dont l'un porte les armes de la famille Pontantoull. La chapelle abrite des statues anciennes de la Vierge Mère et de Sainte Madeleine. Dans le cimetière, coexistaient trois autres chapelles, aujourd'hui détruites ; celles de Notre-Dame du Confort, de Sainte-Catherine et de Saint-Nicolas ainsi que deux oratoires. Sises près du cimetière, deux autres chapelles, celles de la Madeleine et celle de Saint-Jean subirent le même sort.

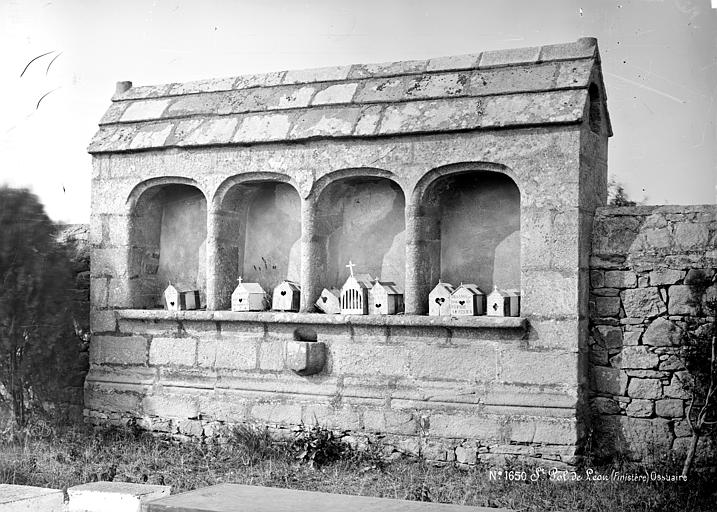
Ossuaire

Autour de la chapelle, le cimetière et son mur d'enceinte sont également inscrit au patrimoine historique. Il renfermait jadis quatre statues en kersanton. Placés dans le mur du cimetière, subsistent neuf ossuaires gothiques (sur les treize d'origine) datés des XVIe siècle et XVIIe siècle (un est daté de 1500, un autre de 1611). Récemment on pouvait toujours y apercevoir des crânes et des ossements, ce qui donne au cimetière une physionomie particulière. La maison de gardien a été construite à l'entrée du cimetière par l'architecte Puyo de 1875 à 1878.
Le monument aux morts a été réalisé par le sculpteur René Quillivic et l’architecte Charles Chaussepied en 1919 et fut le premier monument aux morts de la guerre 1914-1918 du Finistère. Il est intégré dans l’enceinte du cimetière à un ensemble du XIXe siècle composé d’un calvaire et d’un mur semi-circulaire orné d’un chemin de croix signés du sculpteur Larhantec. Ce dernier représente les différentes scènes de la Passion taillées dans un bloc de Kersanton. Dans le cimetière, les tombes, sans être luxueuses, sont pour beaucoup armoriées.